# Juan Carlos Mamelli
Juan Carlos Mamelli (Recreo, Catamarca, Argentina, 5 de marzo de 1946) es un exfutbolista argentino que jugaba de centrodelantero, y cuyos mayores logros ocurrieron defendiendo al Club Nacional de Football de Uruguay, club del que es el séptimo mayor goleador histórico con cientocincuenta y seis goles.
El comienzo de su carrera profesional fue jugando por Belgrano de Córdoba, pasando en diciembre de 1968 a Nacional, donde debuta al año siguiente tras una lesión. Con Nacional fue campeón de la Copa Libertadores 1971,  la Copa Intercontinental del mismo año, y la Copa Interamericana 1972.
A nivel doméstico en su primera etapa en Nacional participó del tetracampeonato conseguido en los años 1969, 70, 71 y 72, siendo el goleador del último de estos torneos con veinte anotaciones.
En 1973 pasó al Real Betis de España, con el cual obtuvo el ascenso a Primera División para la temporada 1974/75. En 1975 retornó a Sudamérica para jugar en River Plate de Argentina, pero su estadía fue breve y poco exitosa, llegando a jugar un solo partido, el 7 de marzo de 1976. Recaló luego en Atlético Tucumán, antes de volver finalmente al Uruguay, más precisamente a Nacional, donde jugó entre 1977 y 1980 siendo campeón uruguayo el año de su regreso. En 1980 pasó a Rampla Juniors, a la sazón militando en la Segunda División, obteniendo el ascenso a Primera de forma invicta. Tras breves pasajes por Central Español, clubes del interior, y El Tanque, se retiró a los treinta y seis años, en 1983.

## Clubes
| Club             | País      | Año       |
| ---------------- | --------- | --------- |
| Belgrano         | Argentina | 1965-1968 |
| Nacional         | Uruguay   | 1969-1973 |
| Real Betis       | España    | 1973-1975 |
| River Plate      | Argentina | 1975-1976 |
| Atlético Tucumán | Argentina | 1976      |
| Nacional         | Uruguay   | 1977-1980 |
| Rampla Juniors   | Uruguay   | 1980-1981 |
| Central Español  | Uruguay   | 1982      |
| El Tanque Sisley | Uruguay   | 1983      |

## Palmarés

### Campeonatos nacionales
| Título              | Club     | País    | Año  |
| ------------------- | -------- | ------- | ---- |
| Campeonato Uruguayo | Nacional | Uruguay | 1969 |
| Campeonato Uruguayo | Nacional | Uruguay | 1970 |
| Campeonato Uruguayo | Nacional | Uruguay | 1971 |
| Campeonato Uruguayo | Nacional | Uruguay | 1972 |
| Campeonato Uruguayo | Nacional | Uruguay | 1977 |

### Torneos Iternacionales
| Título                | Club     | Sede       | Año  |
| --------------------- | -------- | ---------- | ---- |
| Copa Libertadores     | Nacional | Lima       | 1971 |
| Copa Intercontinental | Nacional | Montevideo | 1971 |
| Copa Interamericana   | Nacional | Montevideo | 1972 |

### Distinciones individuales
| Distinción                                          | Año  |
| --------------------------------------------------- | ---- |
| Máximo goleador de la Copa Interamericana (2 goles) | 1972 |